# Monasterolo Casotto
Monasterolo Casotto (piemontiul: Monasteireu) település Olaszországban, Piemont régióban, Cuneo megyében. Lakosainak száma 81 fő (2023. január 1.). Monasterolo Casotto Lisio, Mombasiglio, Pamparato, San Michele Mondovì, Torre Mondovì, Viola és Scagnello községekkel határos.

## Népesség
A település lakossága az elmúlt években az alábbi módon változott:
| Lakosok száma | 79   | 84   | 81   |
|               | 2017 | 2018 | 2023 |